# Alexander Korda

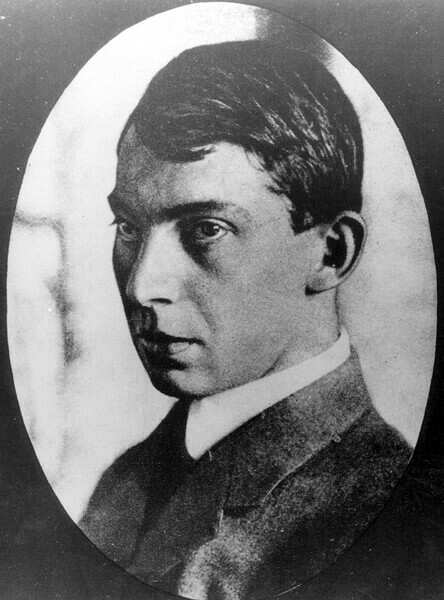
Alexander Korda (um 1920)

Sir Alexander Korda, gebürtig Sándor László Kellner oder Sándor Korda (* 16. September 1893 in Pusztatúrpásztó, Österreich-Ungarn; † 23. Januar 1956 in London) war ein ungarisch-britischer Filmproduzent und Filmregisseur, der über viele Jahre zu den wichtigsten Akteuren der britischen Filmindustrie gehörte. Er war der Bruder des Regisseurs Zoltan Korda und des Filmarchitekten Vincent Korda sowie Onkel des Verlegers und Schriftstellers Michael Korda.

## Leben
Alexander Korda stammte aus der jüdischen Familie Kellner. Er hatte zuvor als Journalist gearbeitet und  war in Budapest 1912 zum Film gestoßen, wo er unter anderem Zwischentitel von Stummfilmen schrieb. Ab 1914 führte er selber Regie und wurde bald einer der erfolgreichsten ungarischen Regisseure. 1917 gründete er die Produktionsfirma Corvin.
Nach dem Zerfall der Doppelmonarchie wurde er in der bürgerlich-sozialdemokratischen Regierung unter Mihály Károlyi zum Kommissar für Filmangelegenheiten. Auch in der folgenden sozialistischen Räterepublik unter Béla Kun behielt er den Posten eines „Direktors für Filmkunst“ und setzte die Verstaatlichung der Filmindustrie durch. Nach dem Sturz der Räteregierung im August 1919 wurde er inhaftiert, auf Druck seiner Frau Maria jedoch nach kurzer Zeit entlassen und konnte nach Österreich ausreisen. Dort nahm er seine Regietätigkeit wieder auf.
Mit einer Verfilmung von Mark Twains Prinz und Bettelknabe begann Kordas Wiener Periode. Bei der Sascha Filmindustrie des Grafen Sascha Kolowrat-Krakowsky realisierte er verschiedene Großprojekte. Sein aufwändigstes Werk wurde 1922 das zwölf Millionen Kronen teure Bibel-Epos Samson und Delila. Dabei baute er auch seine Frau, María Corda, zum Star des deutschsprachigen Films auf.
1923 kam Korda, der seinen Vornamen Sándor nun in Alexander eindeutschte, nach Berlin. Er drehte hier unter anderem Eine Dubarry von heute mit Hans Albers und Marlene Dietrich. 1926 nahm er ein Angebot nach Hollywood an, kehrte aber nach verschiedenen Auseinandersetzungen mit seinem Studio vier Jahre darauf nach Europa zurück.
Er ging zunächst nach Frankreich, wo er zwei Filme inszenierte, und ließ sich 1932 in London nieder. Hier erhielt er freie Hand bei der Inszenierung und Produktion seiner Filme und baute die Denham Film Studios auf. 1933 erschien sein erster Welterfolg, der Historienfilm Das Privatleben Heinrichs VIII., der Charles Laughton zum Durchbruch verhalf.
Korda entwickelte sich daraufhin zur beherrschenden Persönlichkeit der britischen Filmindustrie. Besonders die Abenteuer- und Kolonialfilme seines Bruders Zoltan Korda wurden große Publikumserfolge. Als Produzent bemühte er sich um junge Talente, so förderte er in den 1930er-Jahren junge Schauspieler und Regisseure wie Laurence Olivier, David Lean und Carol Reed. Gelegentlich inszenierte er selbst wie in den Biografien Das Privatleben des Don Juan (1934) mit Douglas Fairbanks sen. und Rembrandt mit erneut Charles Laughton. Auch Vivien Leigh, Ralph Richardson und Flora Robson begannen ihre Karriere in seiner Produktionsfirma London Film Productions.
1940, als er gerade mit seiner aufwändigen Produktion Der Dieb von Bagdad beschäftigt war, ging er wegen der Auswirkungen des Zweiten Weltkriegs in die USA und ließ sein Werk dort fertigstellen. Der von drei Regisseuren inszenierte, tricktechnisch ausgefeilte Film wurde mit drei Oscars ausgezeichnet.
In den USA konzentrierte Korda sich nach Lord Nelsons letzte Liebe (1941) mit Vivien Leigh und Laurence Olivier fast ausschließlich auf seine Produzententätigkeit. 1942 wurde der gebürtige Ungar als erste Persönlichkeit der Filmwelt vom Englischen Königshaus zum Knight Bachelor („Sir“) geschlagen. Mit Samuel Goldwyn, Oberhaupt der United Artists, hatte Korda die Korda-Goldwyn Corporation gegründet.
Nach Kriegsende lebte er wieder in London und produzierte weiter bedeutende Arbeiten, darunter Der dritte Mann (1949) mit Joseph Cotten und Orson Welles. In der Nachkriegszeit beschränkte er sich meist auf seine Funktion des Executive Producer der London Films.
Nach seiner ersten Ehe mit Maria Corda heiratete er die in Indien geborene englische Schauspielerin Merle Oberon. Seine dritte Ehefrau war Alexandra Boycun. Sein Sohn Peter Vincent Korda wurde 1921 geboren.
Sir Alexander Korda starb 1956 im Alter von 62 Jahren nach einem Herzinfarkt. Er wurde im Golders Green Crematorium im Londoner Stadtbezirk Barnet eingeäschert und seine Asche später auf dem Friedhof „Stoke Poges Memorial Gardens“ in Buckinghamshire beigesetzt.

## Filmografie (Auswahl)

### Stummfilme
- 1919: Der rote Halbmond (Az Aranyember)
- 1920: Prinz und Bettelknabe
- 1921: Herren der Meere
- 1922: Eine versunkene Welt
- 1922: Samson und Delila
- 1923: Das unbekannte Morgen
- 1924: Jedermanns Weib
- 1924: Tragödie im Hause Habsburg
- 1925: Der Tänzer meiner Frau
- 1926: Madame wünscht keine Kinder
- 1927: Eine Dubarry von heute
- 1927: Die gestohlene Braut (The Stolen Bride)
- 1927: Das Liebesleben der schönen Helena (The Private Life of Helen of Troy)
- 1928: Night Watch

### Tonfilme
- 1930: Lilies of the Field
- 1931: Die Männer um Lucie
- 1931: Marius (gemeinsame Regie mit Marcel Pagnol)
- 1933: Das Privatleben Heinrichs VIII. (The Private Life of Henry VIII.)
- 1934: Das Privatleben des Don Juan (The Private Life of Don Juan)
- 1936: Rembrandt
- 1936: Feuer über England (Fire Over England)
- 1941: Lord Nelsons letzte Liebe (That Hamilton Woman)
- 1945: Perfect Strangers
- 1947: Ein idealer Gatte (An Ideal Husband)

### Filme als Produzent
- 1934: The Private Life of the Gannets – Regie: Julian Huxley (Kurzfilm)
- 1934: Katharina die Große (The Rise of Catherine the Great) – Regie: Paul Czinner
- 1934: Die scharlachrote Blume (The Scarlett Pimpernel) – Regie: Harold Young
- 1935: Ein Gespenst geht nach Amerika (The Ghost Goes West) – Regie: René Clair
- 1936: Der Mann, der die Welt verändern wollte (The Man Who Could Work Miracles) – Regie: Lothar Mendes
- 1936: Was kommen wird (Things to Come)
- 1937: I, Claudius – Regie: Josef von Sternberg
- 1937: Tatjana (Knight without armour)
- 1937: Der Elefanten-Junge (Elephant Boy) – Regie: Zoltan Korda
- 1938: Gefahr am Doro-Paß (The Drum) – Regie: Zoltan Korda
- 1939: Vier Federn (The Four Feathers) – Regie: Zoltan Korda
- 1939: Testflug QE 97 (Q Planes) – Regie: Tim Whelan und Arthur B. Woods
- 1940: Der Dieb von Bagdad (The Thief of Bagdad) – Regie: Ludwig Berger, Michael Powell, Tim Whelan
- 1941: Die Unvollendete (New Wine)
- 1941: Ein Frauenherz vergißt nie (Lydia) – Regie: Julien Duvivier
- 1942: Sein oder Nichtsein (To Be or Not to Be) – Regie: Ernst Lubitsch
- 1942: Das Dschungelbuch (Rudyard Kipling’s Jungle Book) – Regie: Zoltan Korda
- 1948: Anna Karenina – Regie: Julien Duvivier
- 1949: Der dritte Mann (The Third Man) – Regie: Carol Reed
- 1955: Voller Wunder ist das Leben (A Kid for Two Farthings)
- 1955: Sturm über dem Nil (Storm Over the Nile) – Regie: Zoltan Korda